# Чёрная (приток Ларинки)
Чёрная — река в России, протекает в Парфинском районе Новгородской области.
Река вытекает из болота Невий Мох и течёт на запад. У деревни Малый Калинец Кузьминского сельского поселения река поворачивает на север и во второй раз пересекает линию Октябрьской железной дороги Дно—Старая Русса—Валдай—Бологое. У нежилой деревни Лебедское река поворачивает на северо-запад. Устье реки находится в 11 км по левому берегу Ларинка у деревни Малое Яблоново Полавского сельского поселения. Длина реки составляет 14 км.

## Данные водного реестра
По данным государственного водного реестра России относится к Балтийскому бассейновому округу, водохозяйственный участок реки — Ловать и Пола, речной подбассейн реки — Волхов. Относится к речному бассейну реки Нева (включая бассейны рек Онежского и Ладожского озера).
Код объекта в государственном водном реестре — 01040200312102000022578.